# Ниббьяно
Ниббьяно (итал. Nibbiano) —  коммуна в Италии, располагается в регионе Эмилия-Романья, подчиняется административному центру Пьяченца.
Население составляет 2388 человек, плотность населения составляет 56 чел./км². Занимает площадь 43 км². Почтовый индекс — 29010. Телефонный код — 0523.
В городе 7 октября особо празднуется праздник Дева Мария Розария.